# Dunszt Zsolt
Dunszt Zsolt magyar világbajnok séf, őstermelő, valamint innovatív élelmiszerfejlesztő.

## Pályafutása
Dunszt Zsolt pályafutása 2005-ben indult a grillezés és BBQ (barbecue) világában, ahol a magyar bajnokságtól kezdve eljutott az Európa- és világbajnoki címig. A 2007-es világbajnokságon, amelyet Magyarországon, a Club Aligában rendeztek, a 26-28 ország részvételével zajló versenyen Dunszt és csapata aranyérmet szerzett. Az ilyen típusú versenyek iránti elkötelezettsége mellett Zsolt később a szarvasgomba alapú termékekkel és innovatív élelmiszerek fejlesztésével is foglalkozott, és sikeresen elindította az Aranyszarvas márkát, amely nemzetközi elismerésre tett szert.

## Innováció és családi vállalkozás
Dunszt Zsolt élelmiszerfejlesztési munkássága nem állt meg a BBQ világversenyek és prémium termékek fejlesztése mellett. 2018-ban családi vállalkozásként elindította a Mangalard márkát, amely a fenntartható és helyi alapanyagok felhasználásával készít különleges húsárukat. Zsolt célja, hogy a minőségi alapanyagok és az innováció ötvözésével új irányokat mutasson a hazai gasztronómiában.